# Burg Benzenberg (Hermaringen)
Die Burg Benzenberg ist eine abgegangene Höhenburg auf dem Berg nördlich von Hermaringen im Flurbereich Hermaringen im Landkreis Heidenheim in Baden-Württemberg.
Von der ehemaligen Burganlage ist nichts erhalten.